# Nikosz Beloiannisz
Nikosz Beloiannisz (görög betűkkel: Νίκος Μπελογιάννης; Amaliasz, 1915. december 22. – Gudhi, Görögország, 1952. március 30.) a görög kommunista mozgalom egyik vezető alakja.

## Életrajza
1935 és 1943 között kommunista tevékenységért börtönben és koncentrációs táborban szenvedett. 1943-44-ben a Peloponnészoszon a görög partizánok harcát vezette a német-olasz hódítók ellen. 1944-től a kommunista párt központi bizottságának tagja volt. 1946-tól 1949-ig részt vett a Görög Kommunista Párt által a kommunista párt bojkottálta választás után megalakult, nemzetközileg elismert görög kormány ellen indított polgárháborúban. 1949-ben elmenekült az országból, de 1950-ben visszatért, hogy megszervezze az időközben illegálissá nyilvánított kommunista párt athéni szervezetét. Emiatt letartóztatták és a széles körű nemzetközi tiltakozás ellenére kivégezték.

## Emlékezete
Magyarországon, Fejér vármegyében Beloiannisz nevű település viseli a nevét. A falut 1950-ben görög menekültek letelepítése céljából építették fel.